# پلی‌فوتین
پلی‌فوتین (انگلیسی: Polyfothine) یک آلکالوئید آنتی‌کولینرژیک است.